# 阿布尔哈桑
阿布尔·哈桑（1947年8月4日—1975年11月26日），原名阿布尔·候赛因·米亚（英语：Abul Hossain Miah），是孟加拉穆斯林诗人、新闻家。
阿布尔于1947年8月4日出生。他在达卡大学攻读英语，但并未完成学业。相反，他在1969年加入了《Ittefaq》的新闻部门。 后来，他成为甘纳班（1972-1973）的助理编辑。1970年，阿布尔获得亚洲诗歌比赛的第一名，他的诗歌在现代孟加拉诗歌中占有重要地位。他的诗歌文体常常反映了悲伤、自我克制和孤独的感觉；并有对死亡的幻想和分离的思想。1975年11月26日去世，享年28岁。很多诗歌在他死后出版。1975年，追授孟加拉文学奖。